# Comuna Pidhirți, Brodî
Pidhirți (în ucraineană Підгірці) este o comună în raionul Brodî, regiunea Liov, Ucraina, formată din satele Pidhirți (reședința) și Zahirți.

## Demografie
Componența lingvistică a comunei Pidhirți
     Ucraineană (99,22%)
     Alte limbi (0,78%)
Conform recensământului din 2001, majoritatea populației comunei Pidhirți era vorbitoare de ucraineană (99,22%), existând în minoritate și vorbitori de alte limbi.